# 尖吻軟口魚
尖吻軟口魚（学名：Chondrostoma oxyrhynchum）为輻鰭魚綱鯉形目雅羅魚科的其中一種，分布於裏海及庫拉河-阿拉斯河流域，體長可達46公分，棲息在岩石底質的水域，屬肉食性，以水生昆蟲等為食，可做為食用魚。